# Mao Jianqing
Mao Jianqing (en chino tradicional: 毛劍卿; en chino simplificado: 毛剑卿; pinyin: Máo Jiànqīng; Shanghái, 8 de agosto de 1986) es un exfutbolista chino que jugaba en las posiciones de extremo y delantero.

## Carrera

### Club
| Periodo   | Club                            | Apariciones | Goles |
| --------- | ------------------------------- | ----------- | ----- |
| 2004–2009 | Shanghai Shenhua                | 74          | 7     |
| 2009      | → Shenzhen Asia Travel (cedido) | 11          | 2     |
| 2010–2011 | Shaanxi Baorong Chanba          | 32          | 5     |
| 2011      | → Hangzhou Greentown (cedido)   | 11          | 2     |
| 2012–2014 | Beijing Guoan                   | 18          | 1     |
| 2013      | → Shanghai Shenxin (cedido)     | 9           | 2     |
| 2014      | → Qingdao Jonoon (cedido)       | 22          | 6     |
| 2015–2016 | Shijiazhuang Ever Bright        | 42          | 9     |
| 2017–2019 | Shanghai Shenhua                | 34          | 3     |

### Selección nacional
Jugó para China en 10 ocasiones de 2006 a 2017 y anotó dos goles; participó en la Copa Asiática 2007.

## Logros
- Chinese FA Cup: 2017[6]

## Estadísticas

### Goles con selección nacional
| No | Fecha      | Sede                                                | Rival     | Marcador | Resultado | Torneo                                   |
| -- | ---------- | --------------------------------------------------- | --------- | -------- | --------- | ---------------------------------------- |
| 1. | 11-10-2006 | King Abdullah II Stadium, Amán, Jordania            | Palestina | 1–0      | 2–0       | Clasificación para la Copa Asiática 2007 |
| 2. | 15-7-2007  | Bukit Jalil National Stadium, Kuala Lumpur, Malasia | Irán      | 2–0      | 2–2       | Copa Asiática 2007                       |